# Marimont-lès-Bénestroff
Pour l’article homonyme, voir Marimont.
Ne doit pas être confondu avec Mariemont.
Marimont-lès-Bénestroff est une commune française située dans le département de la Moselle, en région Grand Est.

## Géographie

### Communes limitrophes
| Bénestroff   | Vahl-lès-Bénestroff     | Nébing  |
|              | Marimont-lès-Bénestroff |         |
| Bourgaltroff |                         | Bassing |

### Hydrographie
La commune est située dans le bassin versant du Rhin au sein du bassin Rhin-Meuse. Elle est drainée par le ruisseau de Bedestroff et le ruisseau de Nebing.

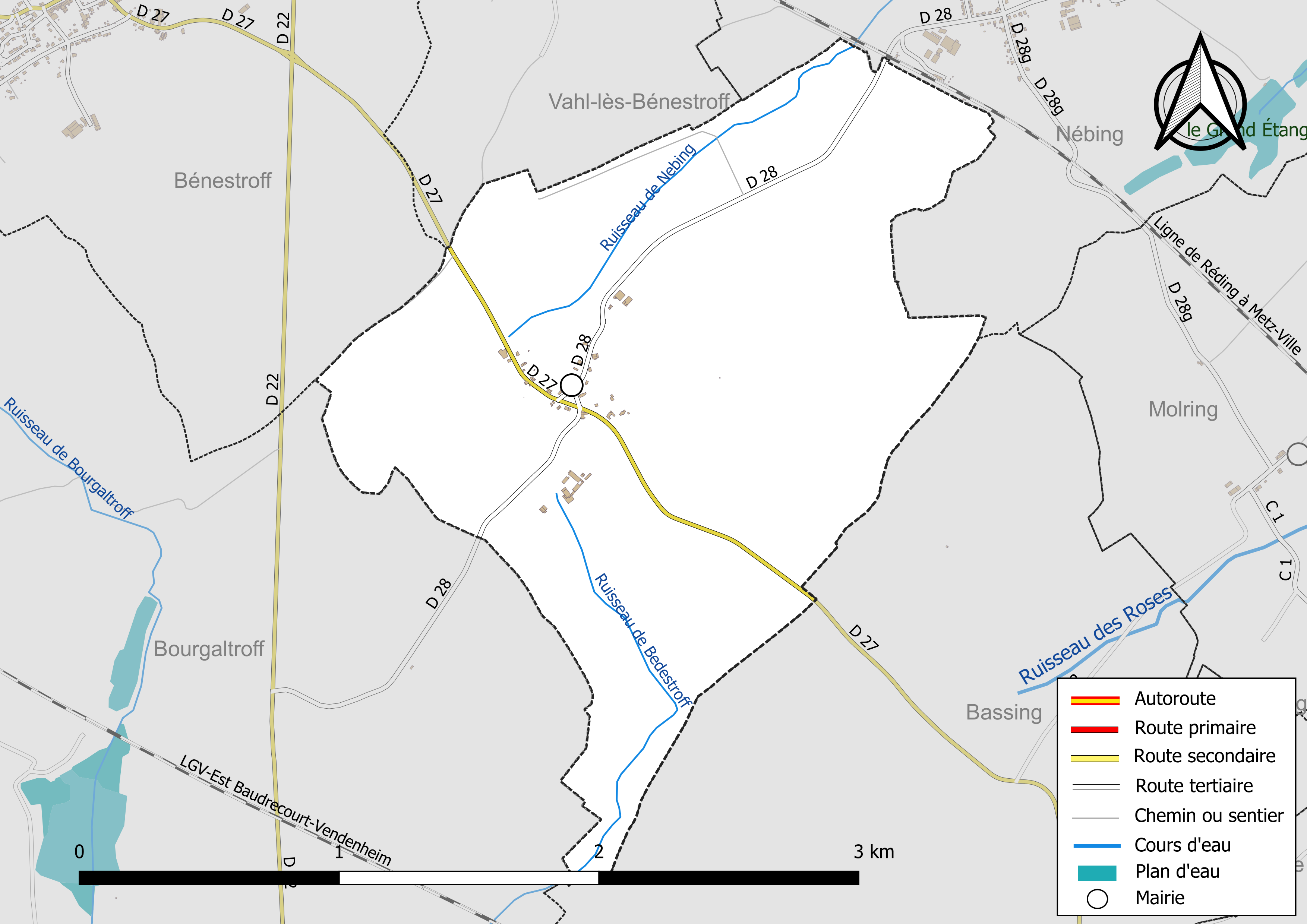
Réseaux hydrographique et routier de Marimont-lès-Bénestroff.

### Climat
Pour des articles plus généraux, voir Climat du Grand Est et Climat de la Moselle.
En 2010, le climat de la commune est de type climat des marges montargnardes, selon une étude du Centre national de la recherche scientifique s'appuyant sur une série de données couvrant la période 1971-2000. En 2020, Météo-France publie une typologie des climats de la France métropolitaine dans laquelle la commune est exposée à un climat semi-continental et est dans une zone de transition entre les régions climatiques « Lorraine, plateau de Langres, Morvan » et « Vosges ». 
Pour la période 1971-2000, la température annuelle moyenne est de 9,7 °C, avec une amplitude thermique annuelle de 17 °C. Le cumul annuel moyen de précipitations est de 832 mm, avec 12 jours de précipitations en janvier et 9,7 jours en juillet. Pour la période 1991-2020, la température moyenne annuelle observée sur la station météorologique de Météo-France la plus proche, « Rodalbe », sur la commune de Rodalbe à 6 km à vol d'oiseau, est de 10,6 °C et le cumul annuel moyen de précipitations est de 737,2 mm. 
La température maximale relevée sur cette station est de 38,7 °C, atteinte le 24 juillet 2019 ; la température minimale est de −18,1 °C, atteinte le 26 décembre 2010,,. 
Les paramètres climatiques de la commune ont été estimés pour le milieu du siècle (2041-2070) selon différents scénarios d'émission de gaz à effet de serre à partir des nouvelles projections climatiques de référence DRIAS-2020. Ils sont consultables sur un site dédié publié par Météo-France en novembre 2022.

## Urbanisme

### Typologie
Au 1er janvier 2024, Marimont-lès-Bénestroff est catégorisée commune rurale à habitat très dispersé, selon la nouvelle grille communale de densité à sept niveaux définie par l'Insee en 2022.
Elle est située hors unité urbaine. Par ailleurs la commune fait partie de l'aire d'attraction de Dieuze, dont elle est une commune de la couronne,. Cette aire, qui regroupe 31 communes, est catégorisée dans les aires de moins de 50 000 habitants,.

### Occupation des sols
L'occupation des sols de la commune, telle qu'elle ressort de la base de données européenne d’occupation biophysique des sols Corine Land Cover (CLC), est marquée par l'importance des territoires agricoles (66,4 % en 2018), une proportion identique à celle de 1990 (66,4 %). La répartition détaillée en 2018 est la suivante : 
terres arables (35,8 %), prairies (28 %), forêts (27,3 %), zones urbanisées (6,3 %), zones agricoles hétérogènes (2,7 %). L'évolution de l’occupation des sols de la commune et de ses infrastructures peut être observée sur les différentes représentations cartographiques du territoire : la carte de Cassini (XVIIIe siècle), la carte d'état-major (1820-1866) et les cartes ou photos aériennes de l'IGN pour la période actuelle (1950 à aujourd'hui).

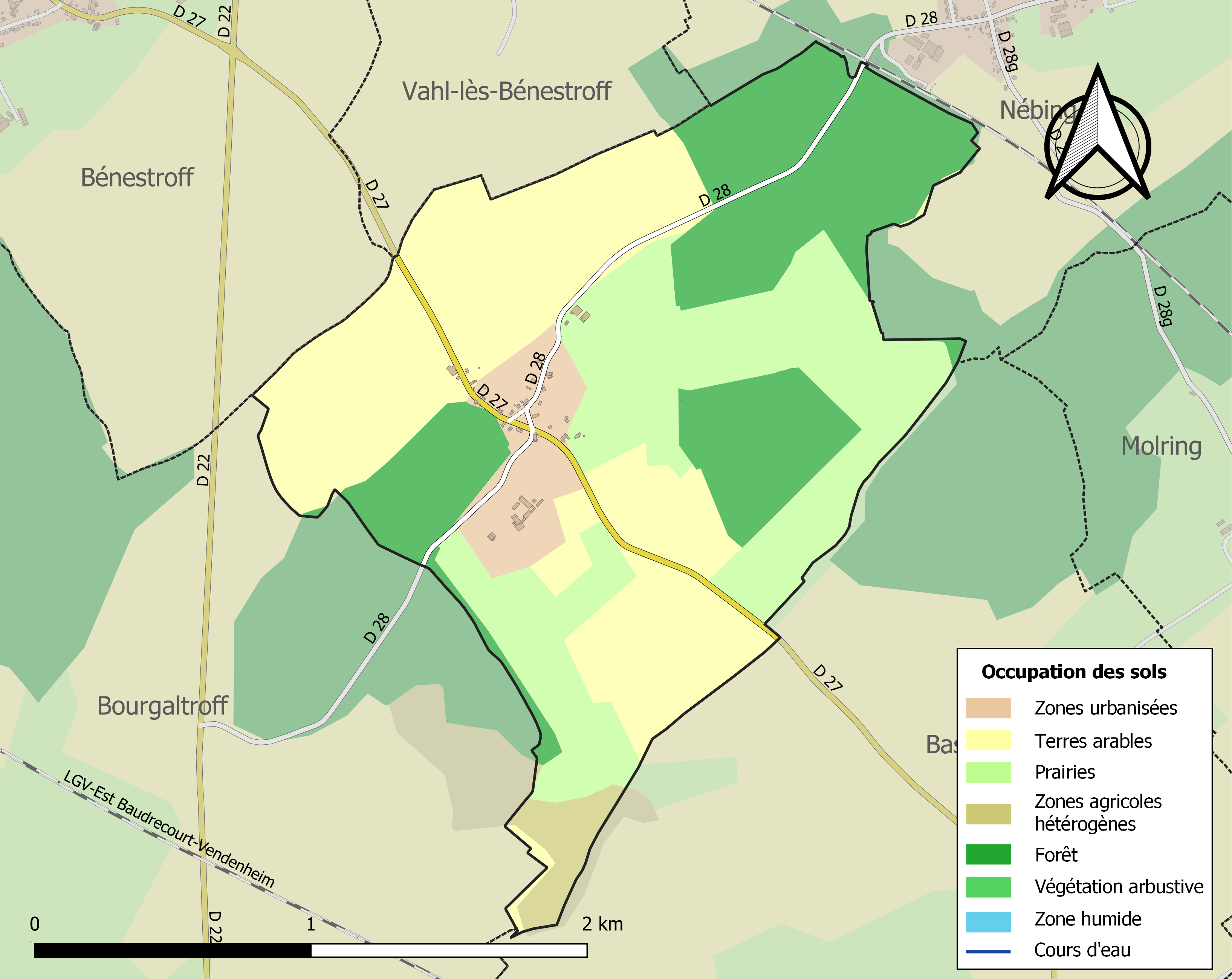
Carte des infrastructures et de l'occupation des sols de la commune en 2018 (CLC).

## Toponymie
- D'un nom de personne germanique Moricho + berg « mont »[13].
- Ancien noms[14] : Morsperch (1266), Morespert (1291), Moersberg (1298), Moresperch (1300), Morpach (1401), Morpec (1481), Molzberg (1490), Merspurg (1525), Mersprich (1571), Morsperg (1594), Mersperg (1606), Morsprich (1616), Marimont ou Morsperg (1710), Marimont (1793), Morsberg (1915-1918).

## Histoire
- Du Moyen Âge à la fin de l'indépendance Lorraine

Le petit village de Marimont-lès-Bénestroff, ancien fief du Bailliage d'Allemagne, était doté au Moyen Âge d'un puissant château fort, siège d’un vaste comté.
La plus ancienne mention de Marimont-lès-Bénestroff (Morsberg) et de son château pourrait se trouver  dans une charte de l’évêque Enguerrand de Metz datant de l’an 787. Stoffel, et la plupart des auteurs contemporains admettent que  «Walo quæ est juxta Morsperc castrum in Elisacia » fait référence à Vahl-lès-Bénestroff  près de l’actuel Marimont-les-Bénestroff. L’authenticité de ce document est cependant contestée.
Quoi qu’il en soit, Marimont semble avoir été dès l'époque carolingienne un important domaine royal qui fut apporté en dot à Frédéric Ier de Bar par Béatrice de France à l'issue de leur mariage en 954.
Au XIe siècle, la seigneurie passa par héritage au comte Adalbert de Mörsberg puis à la puissante maison des comtes de Sarrebruck avant d'être partagée entre ses branches cadettes, les comtes de Linange (Leiningen) et de Deux-Ponts (Zweibrücken).
En 1297, le comte Eberhard de Deux-Ponts céda sa part de Marimont, de Sarreguemines et de Lindre au duc Ferry III en échange du comté de Bitche.
Passé sous la suzeraineté des ducs de Lorraine, le château de Marimont fut de 1313 à 1507 le siège d’une importante châtellenie ducale.
En 1534, le duc Antoine de Lorraine donne la seigneurie de Marimont en fief à Jean  de Braubach, capitaine de Sarreguemines, pour le remercier des services rendus pendant la Guerre des paysans. À cette époque le château féodal était déjà en ruines.
Au XVIIe siècle, la seigneurie appartenait à la famille Bertrand qui avait été anoblie par le duc Antoine de Lorraine en 1510. En 1609, Didier Bertrand, gouverneur des salines de Dieuze, obtint du duc Henri II de Lorraine l,autorisation de porter le nom de Marimont.
La guerre de Trente Ans qui dévasta la toute la Lorraine n'épargna pas le village de Marimont qui ne comptait plus que 8 habitants en 1669.
En 1701, la seigneurie appartenait à Francois Claude de St Félix, chambellan du duc Léopold et en 1764 à la famille d'Euskerke de Boroger.
Conformément aux dispositions du traité de Vienne (1738), le duché de Lorraine perd son indépendance et sa souveraineté en 1766 à la suite du décès du duc Stanislas Leszczyński. Le village de Marimont est alors rattaché à la province de Lorraine et ses habitants deviennent sujets du roi de France.
- De la Révolution Française aux conflits du XXe siècle

Le cahier de doléances de la commune a été rédigé le 15 mars 1789 par François Marchal, maire de Marimont. Les habitants se plaignent  surtout de la lourdeur des taxes sur le sel et de la cherté du bois due à la concurrence des salines. La construction d’une nouvelle église en 1777 est à l'origine de litiges avec le seigneur du lieu, les décimateurs ayant  refusé de participer aux frais.
En 1790 la province de Lorraine est découpée en départements et la commune est rattachée à la Meurthe.
Linguistiquement, cette commune était germanophone et francophone en 1843.
En 1871, Marimont est annexé à Empire allemand en vertu du traité de Francfort. Elle fait alors partie du district de Lorraine, l’un des trois districts administratifs de l'Alsace-Lorraine. La commune conserva cependant son nom français jusqu’en 1915, date à laquelle elle dut reprendre le nom germanique de Morsberg qui avait été le sien au Moyen Âge.
Conformément à l'article 27 du traité de Versailles, Marimont est réunie à la France en 1919. Le village reprend son nom français et est rattaché au nouveau département de la Moselle qui adopte les limites administratives du district de Lorraine.
De 1940 à 1944, le département de la  Moselle est occupé par l'Allemagne et annexé de facto au troisième Reich qui l’incorpore au Gau Westmark. Le village est rebaptisé Morsberg et connait une des périodes les plus sombres de son histoire.
À la Libération, Marimont reprend le nom de Marimont-lès-Bénestroff.
En 2021, la doyenne Catherine Schulz a fêté ses 90 ans, malgré des conditions compliquées liées à la situation sanitaire.

## Politique et administration
| Période                                  | Période   | Identité      | Étiquette | Qualité |
| ---------------------------------------- | --------- | ------------- | --------- | ------- |
| 1983                                     | mars 2001 | Roland Schulz |           |         |
| mars 2001                                | En cours  | Marcel Amps   |           |         |
| Les données manquantes sont à compléter. |           |               |           |         |

## Démographie
L'évolution du nombre d'habitants est connue à travers les recensements de la population effectués dans la commune depuis 1793. Pour les communes de moins de 10 000 habitants, une enquête de recensement portant sur toute la population est réalisée tous les cinq ans, les populations de référence des années intermédiaires étant quant à elles estimées par interpolation ou extrapolation. Pour la commune, le premier recensement exhaustif entrant dans le cadre du nouveau dispositif a été réalisé en 2006.

En 2022, la commune comptait 53 habitants, en évolution de +35,9 % par rapport à 2016 (Moselle : +0,52 %, France hors Mayotte : +2,11 %).
| 1793 | 1800 | 1806 | 1821 | 1831 | 1836 | 1841 | 1846 | 1851 |
| ---- | ---- | ---- | ---- | ---- | ---- | ---- | ---- | ---- |
| 130  | 149  | 186  | 210  | 175  | 202  | 183  | 185  | 164  |

| 1856 | 1861 | 1871 | 1875 | 1880 | 1885 | 1890 | 1895 | 1900 |
| ---- | ---- | ---- | ---- | ---- | ---- | ---- | ---- | ---- |
| 156  | 160  | 150  | 141  | 139  | 121  | 114  | 115  | 111  |

| 1905 | 1910 | 1921 | 1926 | 1931 | 1936 | 1946 | 1954 | 1962 |
| ---- | ---- | ---- | ---- | ---- | ---- | ---- | ---- | ---- |
| 129  | 121  | 103  | 88   | 75   | 75   | 43   | 49   | 51   |

| 1968 | 1975 | 1982 | 1990 | 1999 | 2006 | 2011 | 2016 | 2021 |
| ---- | ---- | ---- | ---- | ---- | ---- | ---- | ---- | ---- |
| 50   | 51   | 52   | 53   | 45   | 48   | 45   | 39   | 49   |

| 2022 | - | - | - | - | - | - | - | - |
| ---- | - | - | - | - | - | - | - | - |
| 53   | - | - | - | - | - | - | - | - |

## Culture locale et patrimoine

Henri Grégoire, dit l'Abbé Grégoire.

### Lieux et monuments
- Ancienne motte castrale, traces du château fort du Moyen Âge, inscrite au titre des monuments historiques par arrêté du 9 avril 1990[26].
- Nouveau château-ferme XVIIIe siècle.
- Église Saint-Denis XVIIIe siècle : autel XVIIIe siècle.

### Personnalités liées à la commune
- Henri Grégoire, dit l'Abbé Grégoire a été vicaire de Marimont-lès-Bénestroff de 1776 à 1782. Député aux États généraux puis à la Convention, il est l'une des figures emblématiques de la Révolution française.

### Héraldique
| Blason de Marimont-lès-Bénestroff | Blason  | D'argent à la fasce de gueules.                  |
| Blason de Marimont-lès-Bénestroff | Détails | Le statut officiel du blason reste à déterminer. |